# Sancha Alfonso de León
Sancha Alfonso de León (1220-Santa Eufemia de Cozuelos, 25 de julio de 1270). Dama leonesa, fue hija ilegítima del rey Alfonso IX de León y de Teresa Gil de Soverosa. 
Fue comendadora de la Orden de Santiago y en la Iglesia católica tiene el título de venerable.

## Orígenes familiares
Fue hija ilegítima del rey Alfonso IX de León y de la dama Teresa Gil de Soverosa. Por parte paterna fueron sus abuelos el rey Fernando II de León y su primera esposa, la reina Urraca de Portugal, y por parte materna lo fueron Gil Vázquez de Soverosa y María Aires de Fornelos, amante del rey Sancho I de Portugal.

## Biografía
Nació en 1220. Existen documentos que atestiguan que contrajo matrimonio con Simón Ruiz de los Cameros, señor de los Cameros. No obstante, numerosos historiadores afirman que, a pesar de dichos documentos, el matrimonio entre ambos, concertado por Alfonso X de Castilla y Simón Ruiz de los Cameros, no llegó a celebrarse, lo que explicaría que en un documento fechado en junio de 1269, el maestre de la Orden de Santiago señalase la posibilidad de que Sancha Alfonso de León contrajese matrimonio o profesase como religiosa.
En 1269 Sancha Alfonso de León donó a la Orden de Santiago los bienes que poseía en los reinos de León, Portugal y Galicia, y el 21 de febrero de 1270 profesó como religiosa en el monasterio de Santa Eufemia de Cozuelos de Ojeda, perteneciente a la Orden de Santiago, y lugar de retiro de numerosas hijas y viudas de caballeros de la Orden de Santiago.
Sancha Alfonso de León falleció el 25 de julio de 1270 en el monasterio de Santa Eufemia de Cozuelos de Ojeda, y tras su defunción gozó de fama de santidad y de haber realizado varios milagros. Por ello, en el siglo XVII, y con el beneplácito del rey Felipe III, comenzaron a promover el inicio de un proceso de beatificación, aunque, a pesar de ello, aún no ha sido declarada beata por la Iglesia católica y solamente tiene el título de venerable.

## Sepultura
Fue sepultada en el monasterio de Santa Eufemia de Cozuelos y durante varios siglos sus restos mortales permanecieron allí, hasta que en 1608, por disposición del rey Felipe III de España, fueron trasladados al convento de Santa Fe de Toledo.. Sus restos mortales reposan en la actualidad en la capilla de Belén del convento de Santa Fe de Toledo.